# Distrito de Pimpingos
El distrito de Pimpingos es uno de los quince distritos administrativos de la Provincia de Cutervo, ubicada en el Departamento de Cajamarca, bajo la administración del Gobierno regional de Cajamarca, en el Perú.  Limita por el norte con los distritos de Choros y Colasay, provincia de Jaén; por el este con los distritos de Toribio Casanova y Santo Tomás; por el sur con los distritos de Santo Tomás y Santo Andrés y; por el oeste con Santa Cruz de Cutervo.
Desde el punto de vista jerárquico de la Iglesia católica forma parte de la Prelatura de Chota, sufragánea de la Arquidiócesis de Piura.

## Historia
Pimpingos es uno de los distritos más antiguos de la Provincia de Cutervo y aún se encuentra en vías de desarrollo. También tiene su Facebook : www.facebook.com/pimperu
Creación Oficial: Por Ley n.º 1296 
El pueblo de Pimpingos también tiene un lugar preferencial en la Historia del Perú por haberse integrado al territorio peruano haciendo uso de los derechos internacionales de la Libre Determinación de los Pueblos y del utiposidetes, en 1830.
La palabra Pimpingos se encuentra en el mapa geográfico, trazado por los españoles, asignado como el real cordón del resguardo del Río Marañón que ha sido confeccionado a fines del siglo XVIII, para impedir las extracciones ilícitas del tabaco bracamoro que producían las Provincias de Jaén y Chachapoyas, conquistadas por Don Alonso de Alvarado por los años de 1536.
El territorio del actual Distrito de Pimpingos, perteneció a la Etnia y curacazgo Prehispánico de Huambos, que fueron conquistados por los Incas y luego por los invasores españoles.
Cuando José de San Martín llega al Perú y proclama la independencia, los pueblos de Pimpingos y Choros se unen al grito de libertad en la Ciudad de Jaén de Bracamoros, que más tarde Simón Bolívar, a mérito del grito patriótico de estos Pueblos, los asciende a categoría de Distrito, desconociéndose la fecha exacta de su creación política, perteneciendo a la Provincia de Jaén en el año de 1857.
El 22 de octubre de 1910, por Ley N.º 1290, se crea la Provincia de Cutervo y el Distrito de Pimpingos, pasa a formar parte de esta Provincia, desmembrándose de Jaén.
En el año de 1928, un 14 de mayo, Pimpingos es azotado por un terremoto, pereciendo un total de 41 personas, trasladándose los pobladores a construir sus viviendas en el lugar denominado "El Calvario", en donde permanecieron por un espacio de tres años, pues los temblores en ese entonces se producían con mucha frecuencia. Cuando cesaron los movimientos sísmicos, los pobladores regresaron al lugar de origen para reconstruir sus viviendas.
La característica principal es que los españoles y descendientes les gustó asentarse en suelo serrano, por las bondades de su suelos y los cultivos que en ellos se siembra. También alejándose de las enfermedades metaxénicas que existen en la parte bajas.

## Geografía
Geográficamente el Distrito de Pimpingos, se localiza aproximadamente entre los paralelos 6°37′35″ y 6°44′50″ de Latitud Sur y entre los meridianos 78°39′10″ y 78°46′50″ de Longitud Oeste de meridiano de Greenwich.
- Ubicación:' Al nor oeste de la ciudad de Cutervo
- Población: 6196 habitantes.
- Capital: Pimpingos ubicado a 1 730 m s. n. m.
- Clima: Templado.
- Región: Yunga, Quechua

Pimpingos tiene una extensión territorial de 186.04 km², que representa el 6.1% del total Provincial. La densidad poblacional es de 41,66 hab/km². En el ámbito de departamento representa el 0.56% de la superficie total.

## Población
La densidad poblacional del Distrito de Pimpingos, está por debajo de la densidad de la Provincia y por encima de la densidad Departamental y Nacional
La Provincia de Cutervo, representa el 10,2% de la población total del Departamento de Cajamarca y Pimpingos representa el 5,3% de la población total de la Provincia de Cutervo.
Cajamarca, es el departamento con mayor población rural en el país, alcanzando un índice de 72%. Asimismo, es el tercer departamento con mayor población en el país, con un índice del 5.7%
El distrito de Pimpingos cuenta con una población de 6 196 aproximadamente de pobladores al año 2005, que presenta la siguiente estructura poblacional, la misma que refleja una composición mayor que recae en niños y en los jóvenes.

## División administrativa
El distrito de Pimpingos, cuenta con 30 caseríos, de los cuales 2 tienen la categoría de Centros Poblados Menores: Casa Blanca y Condorhuasi.

### Caseríos
| 00 | Caserío          | Población 2002 |
| -- | ---------------- | -------------- |
| 01 | Michino          | 580            |
| 02 | Condorhuasi      | 492            |
| 03 | El Anís          | 440            |
| 04 | Pandalle         | 386            |
| 05 | Guayaquil        |                |
| 06 | Panamá           | 320            |
| 07 | El Cantor        | 318            |
| 08 | Nueva Alianza    | 300            |
| 09 | Casa Blanca      | 294            |
| 10 | El Palto         | 281            |
| 11 | Pucalá           | 281            |
| 12 | San Lorenzo      | 281            |
| 13 | El Vencedor      | 264            |
| 14 | La Esperanza     | 253            |
| 15 | La Unión         | 201            |
| 16 | Libertad Limón   | 190            |
| 17 | Barbasco         | 190            |
| 18 | El Naranjo       | 183            |
| 19 | Lima de Barbasco | 172            |
| 20 | Playa Hermosa    | 172            |
| 21 | Palturco         | 170            |
| 22 | El Mirador       | 152            |
| 23 | La Viña          | 130            |
| 24 | El Progreso      | 108            |
| 25 | San José         | 102            |
| 26 | Nuevo Ilucán     | 101            |
| 27 | El Laurel        | 85             |
| 28 | Cuica            | 80             |
| 29 | Vista Alegre     | 71             |
| 30 | La Laguna        | 39             |

### Caserío de El Palto
Es una comunidad conformada por una población de 450 habitantes aproximadamente, con organizaciones jóvenes como la banda de música "Santa Rosa de Lima", posta médica, centro educativo, y otras organizaciones comunales, que luchan por sacar adelante a la comunidad.
Cuenta con vía carrozable, la cual une las comunidades de Pucalá, Nueva Alianza, Mirador, Condorhuasi, La Unión, Pandalle. Es una vía muy importante para el traslado de sus productos agrícolas hacia los mercados de la zona.
Su fiesta patronal se celebra en honor a "Santa Rosa de Lima" el 30 de agosto de cada año. La celebración se da mediante actividades culturales, deportivas, religiosas y sociales; donde reúne a toda la gente de las comunidades cercanas, así como inmigrantes residentes en diferentes ciudades del Perú. Se recuerda como uno de los personajes importantes a Don Polidoro Fernández, gran colaborador y gestor de la comunidad y otros personajes como el Señor Juan Rafael, Segundo Silva, Flavio Foncesa, Prof. Ever Neyra, Jacobo Guerrero, entre otros.

### Caserío de Michino
Considerado el cielo del distrito de Pimpingos debido a su ubicación en una magestuosa montaña rodeada de verdes pastizales donde el ferbor y dedicación de su gente conllevan a una armoniosa convivencia entre sus vecinos.
Michino es el único caserío del distrito que cuenta con subsectores remarcados geográficamente (el Guayabo, el Cruce, Michino Capital y Pueblo Nuevo) en los cuales se pueden apreciar diversos cultivos y actividades ganaderas de los pobladores.
El Cruce Michino es un eje vial que permite el comercio de ganado y producción agrícola dado que se ubica en una zona céntrica que permite el fácil traslado por carretera a diferentes caseríos y otros distritos vecinos.
Cuenta con una bella institución educativa (16427) donde empezaron sus primeros pasos grandes profesionales y emprendedores que dejan muy en alto su institución educativa.
Como celebración principal se realiza la fiesta patronal en honor al NIÑO JESUS la cual se celebra durante los días 24, 25, 26 y 27 de diciembre en los cuales se realizan diversas actividades religiosas, deportivas y artísticas en las cuales participan vecinos del caserío y de toda la provincia de Cutervo. En dichas actividades incluyen las misas en la iglesia católica, procesión del santo patrón, torneos de fulbito, peleas de gallos, fiestas nocturnas y el último día se realiza la yunsa.

### Caserío de Panamá
Es una comunidad de 500 habitantes aproximadamente. Este es uno de los caseríos con más desarrollo en los últimos años, ya que cuenta con servicios como son agua potable, luz eléctrica, transporte y educación. Además, cuenta con casa comunal, iglesia, Posta Médica, Escuela N.º 16420, Escuela Inicial, Plaza Central y Colegio de Educación Secundaria, aunque actualmente se encuentra en construcción un colegio de material noble muy moderno.
Dicha Institución, el Colegio Nacional "Mariano Melgar", fue creado un 2 de octubre, fecha de su aniversario; su impulsor y primer director fue el profesor Oswaldo Salazar Fernández, quien hizo posible el primer colegio secundario de esta zona, en este estudian personas de diferentes localidades de la región.
Existen también diversos proyectos como son desagüe, parque y pista, convirtiéndolo en uno de los principales caseríos de la provincia de Cutervo.
Su fiesta patronal se realiza el 30 de agosto de cada año, dedicada a Santa Rosa, a la cual acude gente de diferentes sitios, mayormente de las ciudades de Lima, Chiclayo y Jaén; además de otros poblados de esa región como Vencedor, San Lorenzo, El Anís, La Sacilia, El Cantor, Perlamayo, Santa Lucía, Choros, Pimpingos, San Pedro, El Rollo, Mesarrume, San Pablo, etc; en este se realizan bailes, Quema de castillos, una feria y actividades deportivas. Además de la venta de un excelente ganado.
También cuenta con su página en Facebook: F/panama.pe

## Actividades económicas
- Cultivos: Café, yuca, caña de azúcar, arracacha, arroz, maíz amarillo duro, frutales y pastos.
- Pecuarios: Ganado vacuno, porcino, equino, aves de corral. Su promedio de leche/vaca/día es de 5.6 litros.
- Agroindustria: Derivados de la caña: llonque, derivados lácteos: queso, quesillo.

## Estadísticas
Características de la población (Censo 2005)
| Población Censada                                                                | 6196 |
| Población Urbana                                                                 | 431  |
| Población Rural                                                                  | 5765 |
| Población Censada Hombres                                                        | 3226 |
| Población Censada Mujeres                                                        | 2970 |
| Tasa Crecimiento Intercensal (1981 - 1993)                                       | 0.4  |
| Población de 15 años y más                                                       | 3600 |
| Porcentaje de la población de 15 años y más                                      | 58.1 |
| Tasa de Analfabetismo de la población de 15 y más años                           | 12.3 |
| Porcentaje de la población de 15 o más años, Total con primaria completa o menos | 41.9 |

- Servicios básicos de la vivienda (Censo 2005)

| Total de Viviendas Particulares   | 1650 |
| Viviendas con Servicio de Desagüe | 53   |
| Viviendas con alumbrado eléctrico | 49   |

- Indicadores de trabajo y empleo ((Censo 1993)

| Población Económicamente Activa (PEA) de 6 y más años - Total   | 2237 |
| Población Económicamente Activa (PEA) de 6 y más años - Mujeres | 1982 |
| Población Económicamente Activa (PEA) de 6 y más años - Hombres | 255  |
| Tasa de Actividad Económica de la PEA de 15 y más años          | 52.8 |
| % de la poblac. ocupada de 15 y más años - En la agricultura    | 88.7 |
| % de la poblac. ocupada de 15 y más años - En los servicios     | 10   |
| % de la población ocupada de 15 y más años - Asalariados        | 15.1 |

## Autoridades

### Municipales
- 2019 - 2022[2]
  - Alcalde: Wilmer Altamirano Cubas, de Alianza para el Progreso.
  - Regidores:

  1. Ananías Hoyos Guevara (Alianza para el Progreso)
  2. Lázaro Burga Guevara (Alianza para el Progreso)
  3. Deysi Graciela Ramírez Linares (Alianza para el Progreso)
  4. Percy Inostrosa Díaz (Alianza para el Progreso)
  5. José Mercedes Silva Cubas (Movimiento de Afirmación Social)

Alcaldes anteriores
- 2011 - 2014:[3] Nobel Salazar Cardozo, del Alianza Cajamarca Siempre Verde - Fuerza 2011 (CSV K).
- 2007 - 2010: Joselito Gonzales Perales.